# Киричков Василь Микитович
Киричков Василь Микитович (нар. 26 лютого 1941, м Бориспіль, Україна) — заступник декана факультету інформатики та обчислювальної техніки НТУУ «КПІ», професор кафедри технічної кібернетики НТУУ «КПІ», декан факультету довузівської підготовки НТУУ «КПІ», директор Політехнічного ліцею НТУУ «КПІ», завідувач філії кафедри математичних методів системного аналізу НТУУ «КПІ», директор навчально-наукового комплексу НТУУ «КПІ» «Нова освіта».

## Життєпис
Киричков Василь Микитович народився 26 лютого 1941 року в м. Бориспіль Київської області в родині військовослужбовця.
1958 — бригадир заводських чергових заводу «Буддеталь».
1961—1964 — служба в Радянській армії.
1964—1969 — навчання в Київському політехнічному інституті за спеціальністю «Автоматика та телемеханіка».
1969—1972 — працював майстром, а згодом начальником цеху електрозв'язку в Трамвайно-тролейбусному управлінні м. Києва.
1972—1980 — працював на посадах старшого інженера, аспіранта, асистента, доцента, професора, заступника декана, декана в Київському політехнічному інституті.
1980—1986 — доцент кафедри технічної кібернетики і перший заступник секретаря парткому Київського політехнічного інституту.
1992—2003 — наказом ректора був переведений на посаду директора Політехнічного ліцею як структурного підрозділу Київського політехнічного інституту.
2003—2016 — директор навчально-наукового комплексу НТУУ «Київський політехнічний інститут» «Нова освіта».

## Наукова і адміністративна діяльність
Науковий напрям робіт — теорія автоматичного управління, ідентифікація динамічних об'єктів із зосередженими параметрами.
Під безпосереднім керівництвом Киричкова В. М. здійснювалося будівництво корпусу № 7 НТУУ «КПІ», будівлі культури та мистецтв НТУУ «КПІ», корпусу № 20 НТУУ «КПІ», спортивного комплексу НТУУ «КПІ».
При Політехнічному ліцеї під керівництвом Киричкова В. М. з дозволу Міністерства освіти та науки України вперше в Україні було започатковано дванадцятибальну шкалу оцінювання навчальних досягнень учнів.
За сприяння державної адміністрації Жовтневого району м. Києва з 1997 року в Політехнічному ліцеї експериментально введено дванадцятирічне навчання учнів з правом навчання їх за програмою першого та другого курсів КПІ.

## Особисте життя
Дружина — Любов Петрівна, діти Ярослав і Юрій.

## Нагороди і відзнаки
Почесне звання «Заслужений працівник народної освіти України» — Указ Президента України 1384/97 від 24.12.1997 року.

## Наукові праці
Автор і співавтор понад 150 наукових праць і винаходів, зокрема:
- Киричков В. М. Построение адаптивных моделей динамических объектов по данным эксперимента/ Киричков Василий Никитич, Сильвестров Антон Николаевич — Киев: Вища шк.,1985 .— 68 с.— (ил., табл.).— Библиогр.: с.65 (12 назв.) — у співавт.
- Киричков В. М. Автоматика и управление в технических системах/ в 11 кн. / отв. ред.: С. В. Емельянов, В. С. Михалевич — Кн.2: Идентификация объектов систем управления технологическими процессами: учеб. пособие/ В. Н. Киричков; ред. А. А. Краснопрошина — Киев: Выща шк., 1990. — 263 с.: ил. — ISBN 5-11-001989-4.
- Киричков В. М. Авторское свидетельство на изобретение/ Система управления для объектов с запаздыванием/ Тип: авторское свидетельство — Номер свидетельства: SU 1239686 A1 — Патентное ведомство: СССР — Год публикации: 1986 — Дата регистрации: 22.05.1984 — Дата публикации: 23.06.1986 — МЕЖДУНАРОДНАЯ ПАТЕНТНАЯ КЛАССИФИКАЦИЯ: G05B 13/02 Самонастраивающиеся системы управления, т.е. системы, автоматически выбирающие оптимальный режим работы для достижения заданного критерия / электрические.